# Fawza Falih
Fawza Falih Mohammed Ali fue una mujer saudí conocida por haber sido sentenciada a muerte por brujería en 2006. En abril de 2011 las autoridades saudíes confirmaron que había muerto en 2010.

## Condena
Fawza Falih fue acusada de delitos de brujería, recurso a genios y crueldad hacia los animales en 2005, siendo detenida por este motivo. Uno de sus acusadores afirmaba que ella lo había dejado impotente mediante un hechizo. Fue juzgada en Al Qurayyat. La golpearon durante 35 días y a continuación la instaron a firmar una confesión: puesto que era analfabeta, firmó dicha confesión sin leerla y sin entender su contenido, poniendo su huella digital. Como consecuencia de ello fue condenada a ser decapitada, a pesar de haberse retractado de la confesión.
Un tribunal de apelaciones declaró inocente a Falih, pero posteriormente otro tribunal restableció la condena por motivos de «interés público» el 1 de septiembre de 2006.
En una carta fechada el 13 de febrero de 2008, Christoph Wilcke, un investigador de la ONG Human Rights Watch, instó al rey Abdullah bin Abdulaziz Al Saud a que suspendiera la ejecución.
El 21 de febrero de 2008, una asamblea de líderes religiosos de diferentes religiones firmó asimismo una petición para anular la ejecución.
En septiembre de 2008, la Comisión Islámica de Derechos Humanos informó que Falih estaba muy mal de salud y que no podía mantenerse en pie en su celda.
En abril de 2011, las autoridades saudíes informaron que Falih había muerto en prisión en 2010 al ahogarse con la comida.